# Třída Nassau
Třída Nassau byla lodní třída dreadnoughtů německého císařského námořnictva z období první světové války. Byly to první německé dreadnoughty. Jejich stavbou Německé císařství reagovalo na dokončení revoluční britské lodi HMS Dreadnought. Celkem byly postaveny čtyři jednotky této třídy. Do služby byly přijaty v letech 1909–1910. Účastnily se první světové války. Žádná nebyla ve válce ztracena. Po válce byly vyřazeny a v rámci reparací předány vítězným státům. Všechny byly sešrotovány.

## Stavba
Celkem byly postaveny čtyři jednotky této třídy. Do jejich stavby se zapojily loděnice Kaiserliche Werft Wilhelmshaven ve Wilhelmshavenu, AG Weser v Brémách, AG Vulcan Stettin ve Štětíně a Germaniawerft v Kielu. Kýly všechny čtyř plavidel byly založeny roku 1907. Na vodu byly spuštěny roku 1908. Do služby byly přijaty v letech 1909–1910.
Jednotky třídy Nassau:
| Jméno         | Loděnice                        | Založení kýlu | Spuštěna          | Vstup do služby    | Status |
| ------------- | ------------------------------- | ------------- | ----------------- | ------------------ | --- |
| SMS Nassau    | Kaiserliche Werft Wilhelmshaven | 1907          | 7. března 1908    | 1. října 1909      | Vyřazena 1919. V rámci reparací předána Japonsku. Sešrotována 1921.                                                                                           |
| SMS Westfalen | AG Weser                        | 1907          | 1. července 1908  | 16. listopadu 1909 | Roku 1918 převedena k výcviku. Vyřazena 1919. V rámci reparací předána Velké Británii. Sešrotována 1922.                                                      |
| SMS Rheinland | AG Vulcan Stettin               | 1907          | 26. září 1908     | 30. dubna 1910     | Dne 11. dubna 1918 ztroskotala, po vyproštění se už služby nevrátila. Využívána jako plovoucí kasárna. V rámci reparací předána Velké Británii a sešrotována. |
| SMS Posen     | Germaniawerft                   | 1907          | 12. prosince 1908 | 31. května 1910    | Vyřazena 1919. V rámci reparací předána spojencům. Sešrotována 1924.                                                                                          |

## Konstrukce

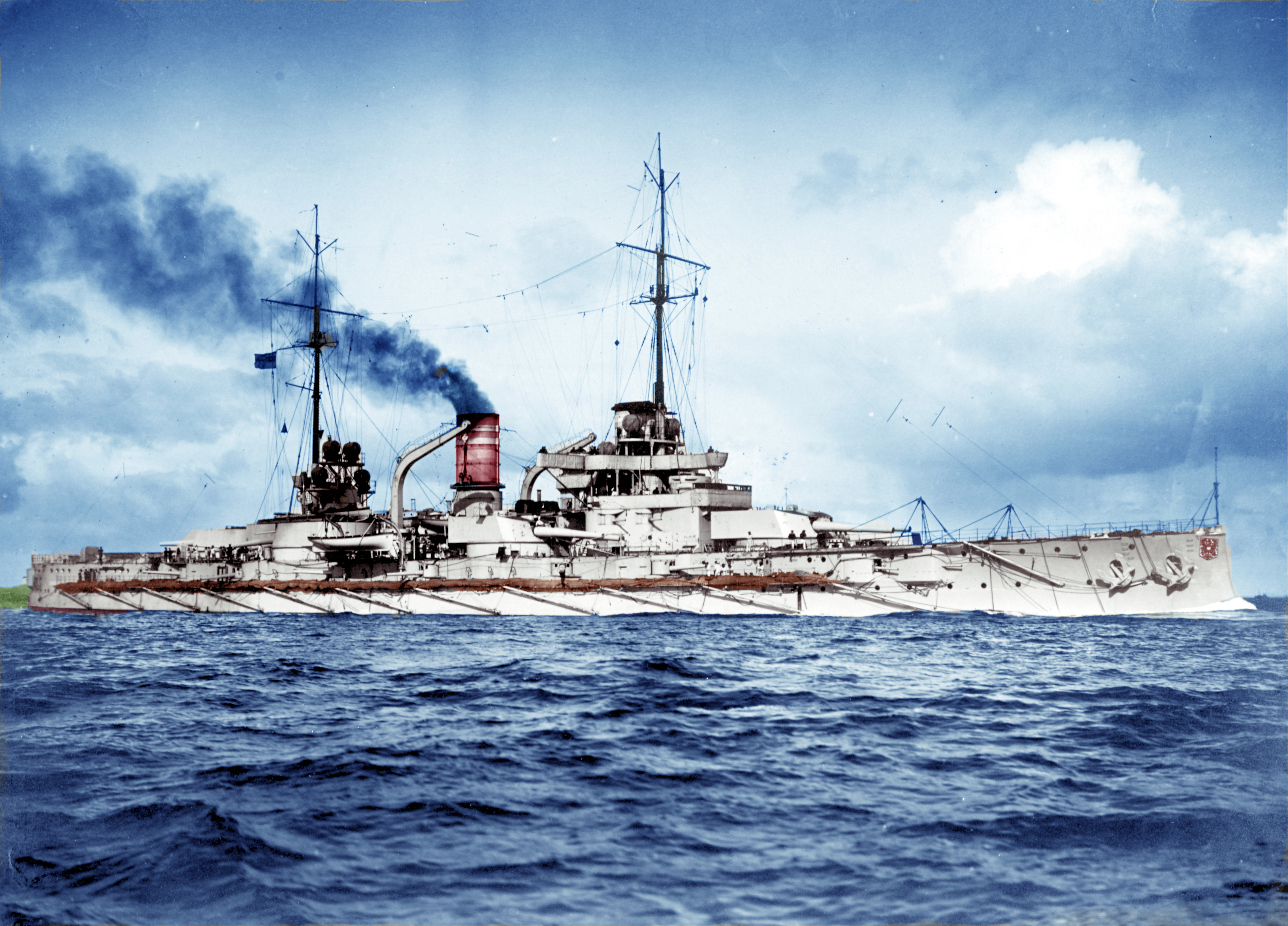
SMS Posen

Hlavní výzbroj představovalo dvanáct 280mm kanónů umístěných v šesti dvoudělových věžích (po jedné na přídi a zádi, dva páry byly uprostřed trupu po stranách nástavby). Naopak britské dreadnoughty již standardně nesly 305mm děla. Sekundární výzbrojí bylo dvanáct 150mm kanón umístěných po jednom v kasematách. Doplňovalo je šestnáct 88mm kanónů a šest pevných 500mm torpédometů. Plavidla měla kvalitní pancéřování. Boční pancéřový pás měl sílu 90–300 mm, dělové věže 60–280 mm, barbety 60–280 mm, kasematy pro dela sekundární ráže 160 mm a velitelský můstek 200–400 mm. Na rozdíl od jejich anglických protějšků třídu Nassau ještě nepoháněly parní turbíny, a proto byla mírně pomalejší. Pohonný systém tvořilo dvanáct kotlů Marine a tři parní stroje s trojnásobnou expanzí o výkonu 22 000 hp, pohánějící tři lodní šrouby. Nejvyšší rychlost dosahovala 19,5 uzlu. Dosah byl 9400 námořních mil při rychlosti 10 uzlů.

## Služba

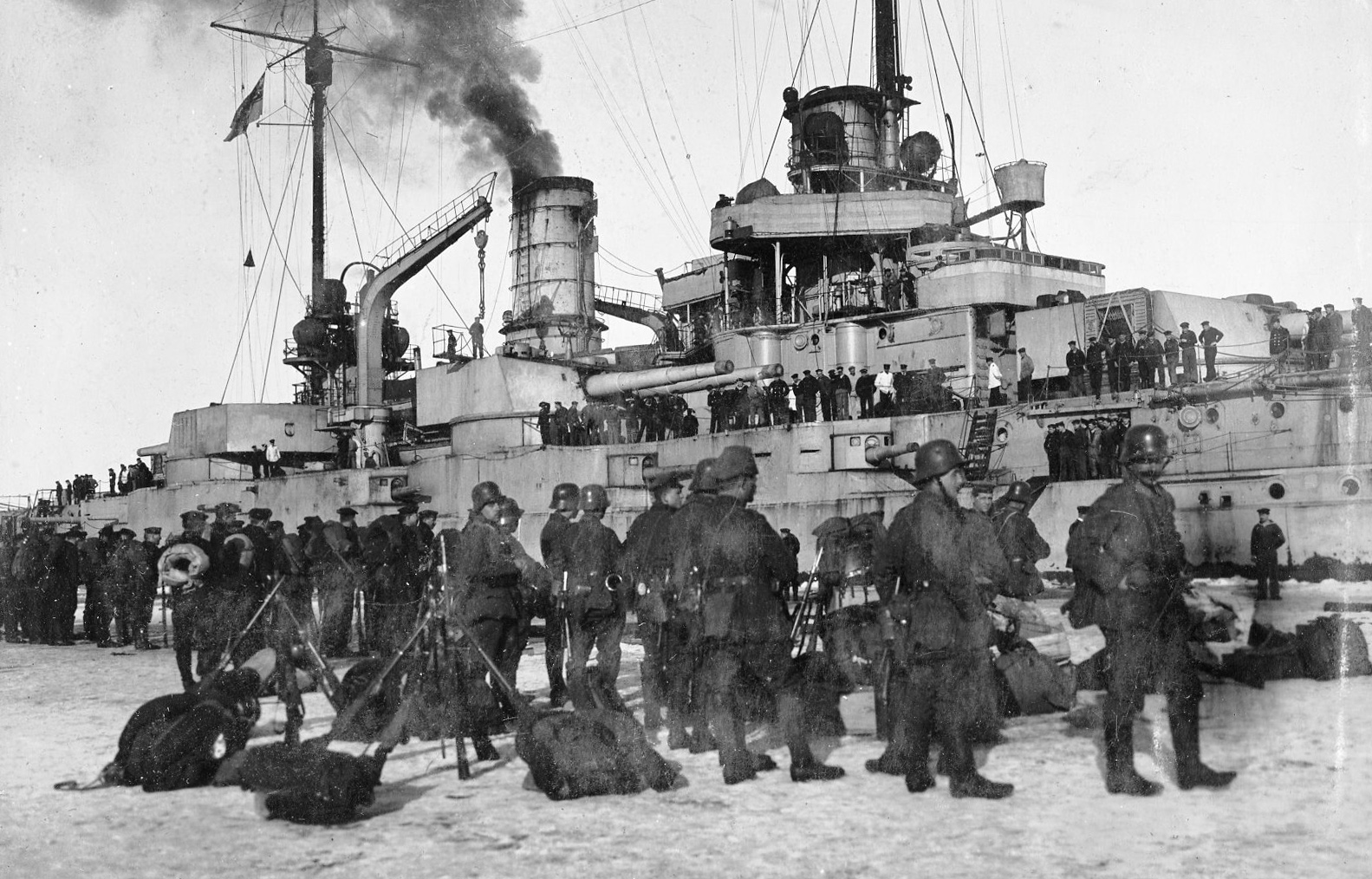
Němečtí vojáci před bitevní lodí SMS Rheinland

Za první světové války bitevní lodě třídy Nassau operovaly v rámci německého Širokomořského loďstva v Severním moři a v menší míře i v Baltském moři. V srpnu 1915 se lodě Nassau a Posen střetly se starým ruským predreadnoughtem Slava. Všechny čtyři lodě se na přelomu května a června 1916 účastnily bitvy u Jutska, ve které utrpěly jen lehké škody.
Westfalen a Rheinland participovaly i na německé intervenci ve Finsku, přičemž Rheinland najel 11. dubna 1918 u majáku Lagskär jižně od Alandských ostrovů na skály. Plavidlo bylo vyproštěno až 9. listopadu 1918, po odebrání dělových věží, zásob munice a uhlí. Bylo odtažena do Kielu, avšak do služby se již nevrátilo.
Po skončení války byly moderní německé bitevní lodi a bitevní křižníky internovány ve Scapa Flow, zatímco starší bitevní lodě tříd Nassau a Helgoland směly zůstat v Německu. Po incidentu ve Scapa Flow v červnu 1919, ve kterém německou flotilu potopily vlastní posádky, byly lodě třídy Nassau předány vítězům a následně byly sešrotovány.